# کالین کلارک (بازیکن فوتبال، زاده ۱۹۶۲)
کالین کلارک (انگلیسی: Colin Clarke؛ زادهٔ ۳۰ اکتبر ۱۹۶۲) بازیکن سابق و مربی فوتبال اهل ایرلند شمالی است.
از باشگاه‌هایی که در آن بازی کرده‌است می‌توان به باشگاه فوتبال ای‌اف‌سی بورنموث، باشگاه فوتبال پورتسموث، باشگاه فوتبال پیتربورو یونایتد، باشگاه فوتبال کویینز پارک رنجرز، باشگاه فوتبال ساوت‌همپتون، باشگاه فوتبال گیلینگام، باشگاه فوتبال ترانمره راورز، و باشگاه فوتبال ایپسویچ تاون اشاره کرد.
وی همچنین در تیم ملی فوتبال ایرلند شمالی بازی کرده‌است.